# فيكتور أنطونيو غارسيا دافيلا
فيكتور أنطونيو غارسيا دافيلا هو سياسي مكسيكي، ولد في 6 أبريل 1954 في ديليسياس في المكسيك. نشط حزبياً في Labor Party (Mexico) ‏. وقد انتخب عضو مجلس النواب المكسيك ‏.